# خرخاکی
خَرخاکی یا گوخدا یا گاوخدا (به انگلیسی: Woodlouse) سخت‌پوستی است که هفت جفت پا، پوسته‌ای سخت و بندبند و شاخک‌هایی دراز دارد. خرخاکی‌ها جزو معدود سخت‌پوستانی هستند که همواره روی خشکی زندگی می‌کنند. خرخاکی‌ها بیشتر از فضولات حیوانی، کپک، و پسمانده‌های گیاهان و غیره تغذیه می‌کنند. خرخاکی‌ها متعلق به زیرراسته خرخاکیان (به انگلیسی: Oniscidea) از راسته جورپایان با بیش از ۵ گونه شناخته شده هستند. نوعی از خرخاکی که خانواده خرخاکی‌های گلوله‌ای (به انگلیسی: Armadillidiidae) را تشکیل می‌دهند در موقع برخورد با خطر خود را گلوله می‌کند.

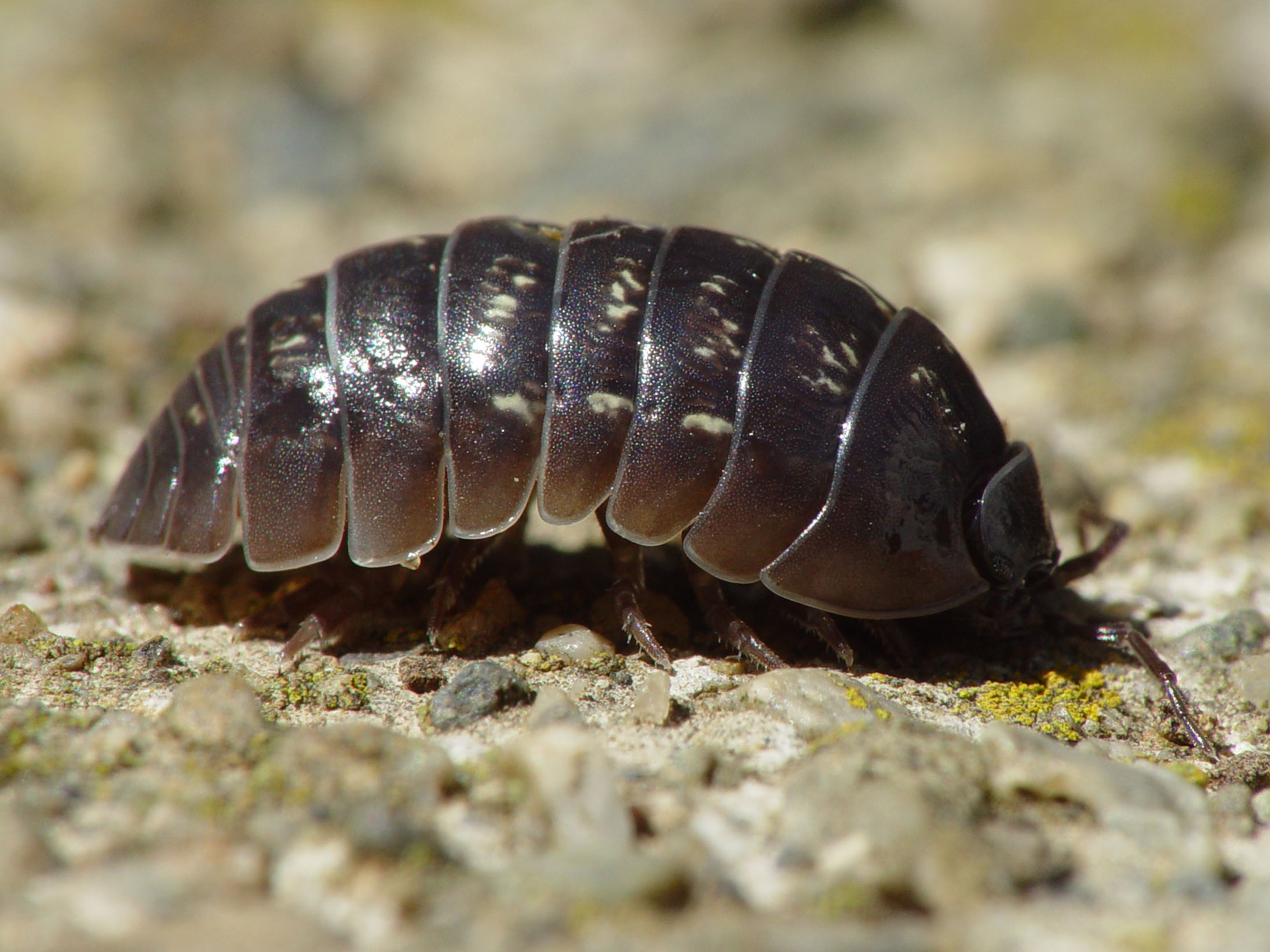
خرخاکی گلوله‌ای

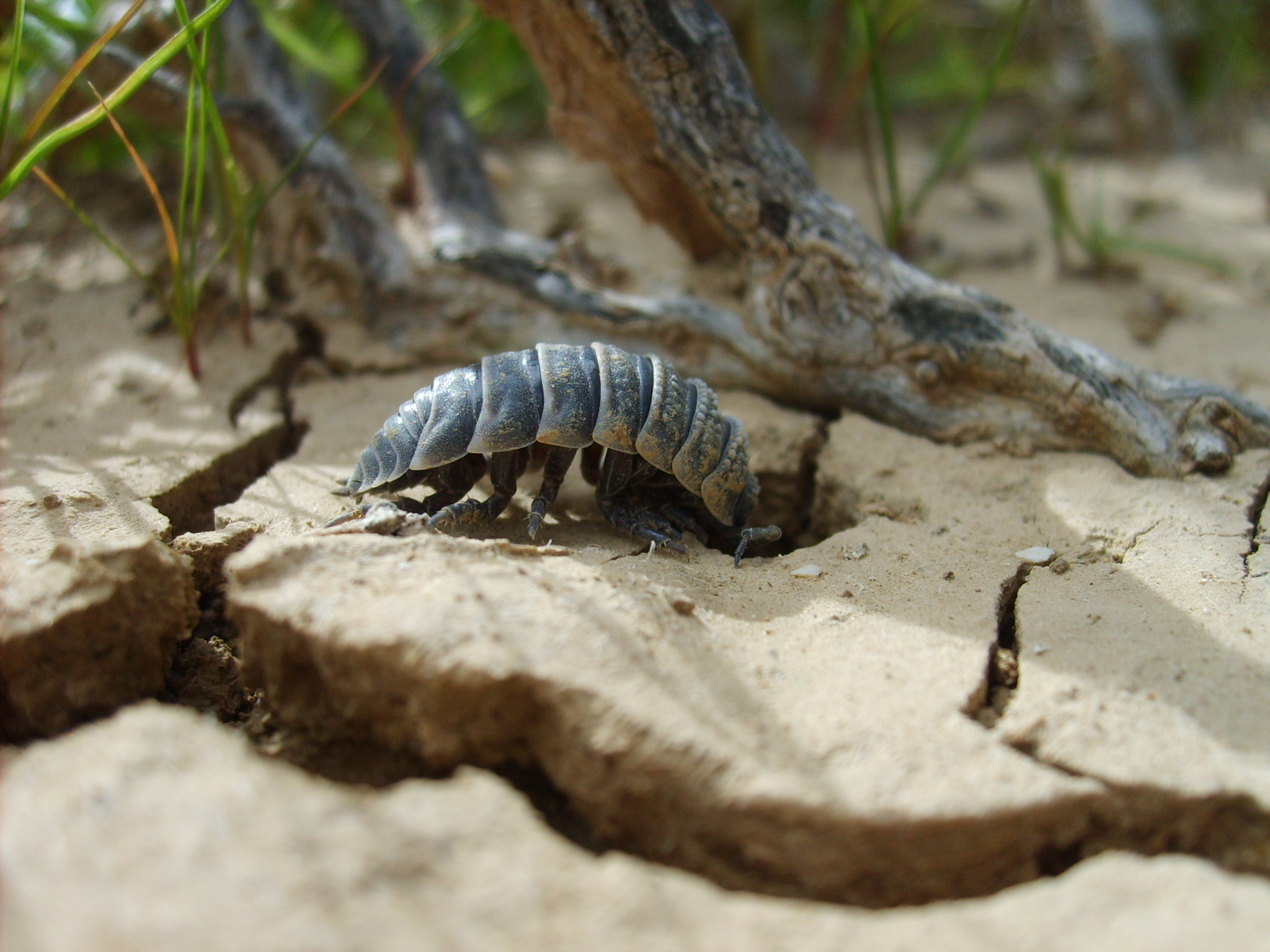
Hemilepistus reaumuri در خشک‌ترین زیستگاه‌هایی که تا کنون پای هر گونه سخت پوستی بدان باز شده‌است، زندگی می‌کند.

## شگون خرخاکی
یکی از باورهای رایج این است که دیدن خرخاکی پیش از نوروز یا در نوروز خوش‌یمن است و اگر پیش از نوروز خرخاکی به چشم بخورد، آن را با کمی خاک مرطوب کرده در شیشه ای جای می‌دهند تا همه بتوانند در نوروز به عنوان چیز خوش‌یمن به آن نگاه کنند.